# (31110) Clapas
(31110) Clapas (1997 PN4) – planetoida z grupy pasa głównego asteroid okrążająca Słońce w ciągu 3,43 lat w średniej odległości 2,27 j.a. Została odkryta 13 sierpnia 1997 roku.